# Marco Justo
Marco Antonio Justo Sierra (Las Palmas, Gran Canaria, 28 de junio de 1980) es un entrenador español de baloncesto que actualmente dirige al Palmer Basket Mallorca de la Primera FEB.

## Trayectoria
Marco Justo comenzó en los banquillos como entrenador del Celtas Primera Calidad en la Primera División Nacional de Galicia en la temporada 2009-10.
Desde 2010 a 2012, sería entrenador asistente de Carlos Frade en el UB La Palma de Liga LEB Oro.
En la temporada 2012-13, firma como entrenador del CB San Isidro de Liga EBA.
En junio de 2013, se convierte en entrenador asistente del CB Canarias de Liga ACB, en el que trabaja durante diez temporadas consecutivas, formando parte de los cuerpos técnicos de Alejandro Martínez Plasencia, Nenad Markovic, Fotis Katsikaris y Txus Vidorreta.
En dicha década en el conjunto canario lograría dos títulos de la Basketball Champions League (2017 y 2021) y tres de la Copa Intercontinental FIBA (2017, 2019 y 2022). 
El 3 de julio de 2023, firma como entrenador principal del Palencia Baloncesto de la Liga Endesa.
El 21 de octubre logra la primera victoria del Palencia Baloncesto Liga Endesa frente al Breogan.
El 12 de diciembre de 2023, es destituido como entrenador del Palencia Baloncesto de la Liga Endesa.
El 28 de mayo de 2024, firma como entrenador del Palmer Basket Mallorca de la Liga LEB Plata.
El 3 de mayo de 2025 logra el ascenso a Primera FEB con Palmer Basket Mallorca, del que seguirá siendo primer entrenador en dicha categoría.

### Selección nacional
Seleccionador español U18 en el Europeo de Belgrado (2025).
Marco también ha ejercido como entrenador ayudante en las categorías inferiores de la selección española, siendo asistente de Joaquín Prado en el cuerpo técnico del conjunto U20, con el que logra un oro (2022) y una plata (2019) en los Europeos de la categoría.

## Clubes
- 2009-10: Celtas Primera Calidad. 1ª Nacional
- 2010-12: UB La Palma. LEB Oro. Entrenador ayudante
- 2012-13: CB San Isidro. Liga EBA
- 2013-23: Lenovo Tenerife. Liga ACB. Entrenador ayudante
- 2023: Palencia Baloncesto. Liga ACB
- 2024-Act.: Palmer Basket Mallorca. Segunda FEB/Primera FEB

## Palmarés
- Basketball Champions League (2017, 2021).
- Copa Intercontinental FIBA (2017, 2019 y 2022).
- Subcampeón de la Copa del Rey ACB en Badalona (2023).
- Subcampeón de Europa con selección Española U20 en Tel Aviv (2019).
- Campeón de Europa con selección Española U20 en Podgoriça (2022).
- Campeón del Grupo Este de Segunda FEB (2024-2025).